# 毛鳞省藤
毛鳞省藤（学名：Calamus thysanolepis）为棕榈科省藤属下的一个变种。

## 扩展阅读
維基物種上的相關：毛鳞省藤